# 選択的筋弛緩薬結合薬
選択的筋弛緩薬結合薬（せんたくてききんしかんやくけつごうやく、英: Selective relaxant binding agents (SRBA))は、神経筋遮断薬を選択的にカプセル化し結合させる新しいタイプの薬剤である。

## 解説
SRBAで最初に臨床導入された薬剤は、スガマデクスである。スガマデクスは、アミノステロイド系神経筋遮断薬を特異的にカプセル化して結合する修飾γシクロデキストリンである。結合作用は強い順に、ロクロニウム>ベクロニウム>>パンクロニウムとなる。選択的筋弛緩薬結合薬は、ニコチン受容体に結合する神経筋遮断薬の能力を効果的に停止させるキレート作用を発揮する。

## 発見の経緯
選択的筋弛緩薬結合薬の発見は、スコットランドのニューハウス研究所にあるオルガノン研究所の成果である。ステロイド系神経筋遮断薬である臭化ロクロニウムを中性水溶液に可溶化する方法として、シクロデキストリンが検討された。多くの修飾シクロデキストリンを作成した結果、ある特定の分子がロクロニウム分子に対して非常に高い親和性を持つことがわかった。当初はOrg25969と呼ばれていたが、現在は一般名としてスガマデクスナトリウムと呼ばれている。